# Трес-Мариас (Минас-Жерайс)
Трес-Мариас (порт. Três Marias)  —  муниципалитет в Бразилии, входит в штат Минас-Жерайс. Составная часть мезорегиона Центр штата Минас-Жерайс. Входит в экономико-статистический  микрорегион Трес-Мариас. Население составляет 25 171 человек на 2006 год. Занимает площадь 2675,153 км². Плотность населения — 9,4 чел./км².
Праздник города — 1 мая.

## История
Город основан 31 декабря 1962 года.

## Статистика
- Валовой внутренний продукт на 2003 год составляет 482 434 908,00 реалов (данные: Бразильский институт географии и статистики).
- Валовой внутренний продукт на душу населения на 2003 год составляет 19 742,79 реалов (данные: Бразильский институт географии и статистики).
- Индекс развития человеческого потенциала на 2000 год составляет 0,786 (данные: Программа развития ООН).